# アブドゥッラー (ヤルカンド・ハン国)
アブドゥッラー（Abudallah、1618年 - 1675年）は、今の中国西北部新疆ウイグル自治区にあったヤルカンド・ハン国の第11代ハン。

## 概要
コライシュ・スルタンの1番上の子供、アブドゥッラシードの孫。
1669年にインドに追放され、そこでムガル帝国皇帝のアウラングゼーブの知遇を得て、メッカ巡礼の差配をしてもらった。1675年に67歳で死亡し、アグラに埋葬された。
| スタブアイコン | サブスタブ | この項目は、まだ閲覧者の調べものの参照としては役立たない、人物に関連した書きかけの項目です。この項目を加筆・訂正などしてくださる協力者を求めています（P:人物伝/PJ:人物伝）。 |